# Imad ad-Din Zengi
Imad ad-Din Zengi ((có thuyết cho rằng) 1085 – 14 tháng 9 năm 1146) (có khi viết là Zangi, Zengui, Zenki, hoặc Zanki / tiếng Thổ Nhĩ Kỳ: İmadeddin Zengi / tiếng Ả Rập: عماد الدین زنكي / tiếng Ba Tư: عمادالدین زنگی) là Thái trụ của các xứ Mosul, Aleppo, Hama và Edessa, là người sáng lập Triều Zengi, một triều đại lớn của người Hồi giáo mang tên ông. Ông là minh chủ đầu tiên của lực lượng Hồi giáo chống lại Đế quốc Đông La Mã và các thế lực Thập tự chinh.